# Graphosia reticulata
Graphosia reticulata là một loài bướm đêm thuộc phân họ Arctiinae, họ Erebidae.